# Pierre Zaccone

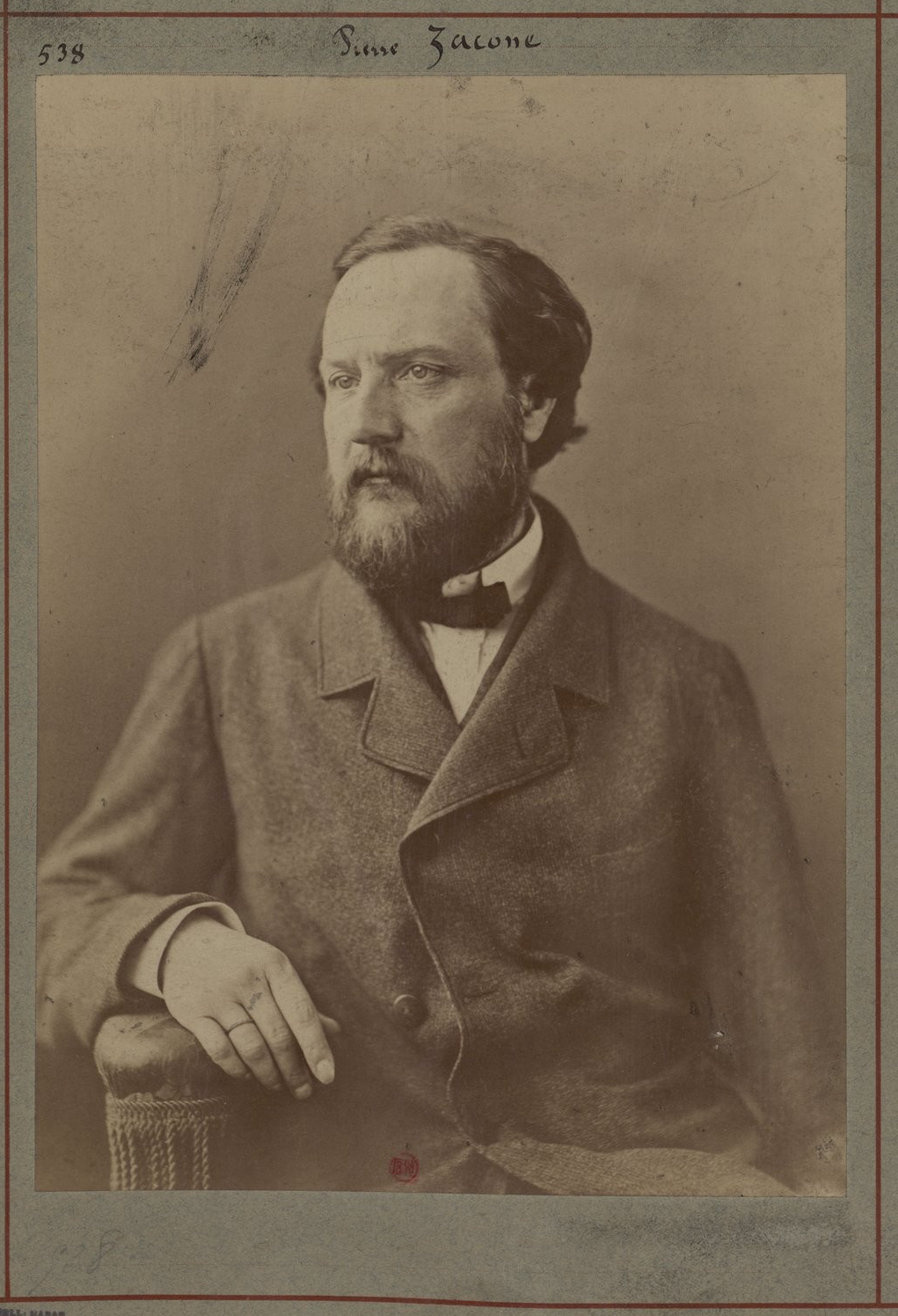
Pierre Zaccone (Atelier Nadar)

Pierre Zaccone (* 2. April 1817 in Douai, Département Nord; † 21. April 1895 in Morlaix, Département Finistère) war ein französischer Autor und Feuilletonist.

## Leben
Zaccones Vater war Offizier der französischen Armee und starb während der Julirevolution von 1830. Daher wurde Zaccone vom Staat als „Soldatenkind“ unterstützt und sollte an einer École militaire préparatoire erzogen werden. Anstatt einer militärischen Laufbahn wählte er dann aber eine Anstellung bei der Post in der Bretagne und begann in dieser Zeit auch mit ersten Schreibversuchen. 1835 konnte er eine erste kleine Geschichte veröffentlichen.
Später konnte Zaccone nach Paris wechseln, wo er ebenfalls in der Verwaltung der Post arbeitete. Er wurde Mitglied der Société des gens de lettres (SGL) und machte dort auch die Bekanntschaft von Paul Féval, der ihm bald Freund und Mentor wurde. Durch diesen unterstützt, war er bald schon in den Feuilletons von Le Figaro, L’Illustration, Le Moniteur, La Patrie, Semaine littéraire oder Le siècle zu lesen. Der Dichter Comte de Lautréamont bezeichnete ihn deshalb einmal als „l’empereur du feuilleton“.
Am Anfang seiner Pariser Zeit war Zaccone noch ein geschätzter (weil ungenannter) Mitarbeiter bei Feuilletonromanen und Theaterstücken, konnte aber schon bald aus diesem Schatten treten und sich mit eigenen Werken profilieren. Meist waren dies Novellen und historische Erzählungen, aber auch Kriminalromane, die seinen Erfolg begründeten.
1866 berief man Zaccone in den Vorstand der SGL und er wirkte dort bis 1885 als Ständiger Sekretär bis 1885, 1873 leitete er diese Vereinigung als Präsident. Während der Weltausstellung 1878 in Paris fand unter dem Ehrenvorsitz von Victor Hugo ein Schriftstellerkongress (Congrès littéraire international) statt, den Zaccone und die SGL mit zu organisieren half.
Als Zaccone 1885 seinen Brotberuf aufgab und in Pension ging, ließ er sich in Locquirec (Département Finistère) nieder, wo er sich einen kleinen Landsitz gekauft katte. Er starb 1895 in Morlaix und fand dort auch seine letzte Ruhestätte.

## Werke (Auswahl)
- Époque historique de la Bretagne. 1845.
- Histoire des sociétés secrètes, politiques et religieuses. 1847.
- mit Paul Féval: Les Ouvriers de Paris et les ouvriers de Londres. 1850 (2 Bände)
- Éric le Mendiant. Éd. Boisgrad, Paris 1853.
- Le Roi de la Basoche. 1853 (2 Bände)
- Le Drame des catacombes. 1854.
- Le Vieux Paris. 1855.
  - Deutsch: Die Strassen von Paris oder Schilderungen der denkwürdigen Schicksale, Sitten, Gebräuche, Personen und Gebäude dieser Stadt. Teubner, Leipzig 1860 (übersetzt von A. Diezmann)
- Le Fils du ciel. 1857.
- Les Zouaves. 1859.
- Les Mystères de Bicêtre. 1864.
- Les Aventuriers de Paris. 1878.
- Histoire des bagnes. 1876.
- Une Haine du bagne. 1880.
- Les Compagnons noirs. Éd. Calman-Lévy, Paris 1880.
- Les Mansardes de Paris. 1880.
  - Deutsch: In den Dachkammern von Paris. Jacobsthal, Berlin 1899 (übersetzt von Egon Berg)
- Les Drames de la bourse. 1882.
- L'Enfant du pavé. 1888.
- Seuls. 1891.
- La Recluse. Éd. Calman-Lévy, Paris 1882.
- Les Nuits de Paris.
- La cellule no. 7.
  - Deutsch: Die Zelle Nr. 7. Jacobsthal, Berlin 1900 (übersetzt von Egon Berg)
- L’inconnu von Belleville.
  - Deutsch: Der Unbekannte von Bellville. Jacobsthal, Berlin 1899 (übersetzt von Egon Berg)